# Paul Carsch
Paul Carsch (* 6. April 1876 in Mülheim an der Ruhr; † 1951 in Amsterdam) war ein deutscher Einzelhandels-Unternehmer in der Textilbranche.

## Leben und Wirken
Bekannt wurde Carsch durch den Bau eines Modehauses in Düsseldorf. Das fünfgeschossige Kaufhaus der Firma Gustav Carsch & Co konnte am 10. März 1915 nach zweijähriger Bauzeit als Fachgeschäft für exklusive Knaben- und Herrenbekleidung eröffnet werden und wurde für die Einwohner Düsseldorfs unter dem Namen „Carsch-Haus“ schnell zu einer festen Größe. Im Oktober 1933 sah sich Paul Carsch im Rahmen der Arisierung zu einem Zwangsverkauf an seinen Prokuristen Fritz Seiffert gezwungen. Neben dem unter Wert angesetzten Kaufpreis wurde eine monatliche Rentenzahlung in Höhe von 1.500 Reichsmark an das Ehepaar Carsch vereinbart. Seiffert entließ die jüdischen Angestellten und führte das Geschäft als „Modehaus Seiffert“ weiter.
Paul und Bella Carsch emigrierten gemeinsam mit ihren Kindern im April 1939 nach Amsterdam. Nach der deutschen Besetzung der Niederlande im Jahr 1940 lebte die Familie von Mai 1942 bis zur Befreiung 1945 in einem Versteck und entgingen so der Deportation und Ermordung, dem Sohn gelang die Flucht in die Vereinigten Staaten. Ohne Entschädigung für sein 1933 unter Zwang verkauftes Modehaus starb Paul Carsch 1951 in Amsterdam.

## Familie
- Eltern: Gustav Carsch (1850–1895) und Susanne Carsch geb. Albersheim (1852–1906)
- Ehefrau: Bella Carsch geb. Schnadig (1877–1963)
- Kinder: Walter (1905–1980) und Else (1910–1959)